# Манастир Свете Текле
Манастир Свете Текле (арап. دير مار تقلا, Мар Такла) је грчки православни манастир изграђен 1935 , који се налази у Малули [1] и под управом Антиохијске патријаршије. Манастир је важно место хришћанског ходочашћа у Сирији. Након што је град заузет 2013. током грађанског рата у Сирији, побуњеници из фронта Ал Нусра киднаповали су дванаест монахиња из самостана, опљачкали и тешко оштетили зграду. Манастир је поново отворен тек 2018. године, четири године након што су исламисти протерани. Описи икона у овом чланку одражавају стање пре уништења (2013) и реконструкције (2018).

## Историја
Први манастири су основани у граду од 4. века и успели су да се одрже упркос исламизацији; порушени манастири су више пута обнављани. У архивама монаха налазе се рукописи који доказују хришћанско порекло. Из 1756. године, подигнути су манастир Свете Текле и црква Јована Крститеља. 1840. године руски конзул Успенски помиње четири монаха који живе у манастиру. Подигнута је црква над пећином и остацима антике 1906 године. Манастирска зграда је подигнута 1935. године, а 1959. године повећана за један спрат.
Манастир и данас посећују хришћански ходочасници.

## Иконе
Иконе се налазе у манастирској цркви „Јован Крститељ“, у пећини светитеља и у крилу игумана. Већина икона датира од средине 18. до краја 19. века.
У манастирској цркви су изложене три иконе Патријаршије Силвестро из 18. века.
- Прва икона приказује Исуса Христа како благосиља десном руком. У левој руци држи Јеванђеље које му је на крилу. Јован Крститељ стоји лево, наслоњен на Христа и такође благосиља десном руком. Његова лева рука држи документ написан на арапском са стихом: „Ево Јагњета Божјег, које узима на себе грехе света!“— Јован 1:29
- Друга икона представља Богородицу. Дете на њеној левој руци се окреће ка њој и гледа у посетиоца. Десно од мајке стоји света Текла, која у десној руци носи украсни метални крст, а левом даје знак мира.
- Трећа икона посвећена је Благовестима. Арханђео Гаврило даје Богородици ружу, коју она прихвата.

У пећини се налазе још две иконе.
- Прва икона илуструје васкрсење. Христос, преображен у светлости, десном руком благосиља, а левом носи барјак. Са његове десне стране је анђео, са његове леве су намирисане жене. У доњем делу су три стражара на различитим позицијама. У позадини је град и прва светлост јутра рефлектује се у околним баштама.
- Друга икона представља рођење Богородице, подигнута је као беба на руци анђела да би била овенчана и обдарена Духом Светим.

Постоје и друге слике у крилу игуманине. Они представљају архангела Михаила, Мојсија Мурин и пророка Илију. Овај последњи седи на вратима своје пећине док му гавранови доносе храну.
У светилишту манастирске цркве налази се икона са два светитеља за које се верује да су мученици Козма и Дамјан.
У манастирској цркви се налазе и иконе из 19. века. Главна група која се налази на горњем регистру иконостаса представља Рођење Пресвете Богородице, Очишћење, Успење Пресвете Богородице, Крштење Христово, Преображење Господње, Силазак Исуса са крста, Васкрсење и депеша светог ума .
Одвојено, три велика симбола су насликана на тканини. Прва икона од тканине представља Свету Теклу, друге две приказују избор библијских и хагиографских сцена.
На дрвеном крсту у манастирској цркви приказан је распетог Исуса, испод крста су Марија, апостол Јован и четири јеванђелистичка симбола. У близини је икона Светих Сергија и Вакха, који седе на коњу и носе војничку униформу.
Последња група припада јерусалимској школи. Она је позната по споју традиционалне источне иконографије и европског сликарства. Најпознатији од ових уметника, је Мајкл Мана ел Кудси, урадио је четири иконе.